# Шимко, Кирилл Валентинович
Кирилл Валентинович Шимко (бел. Кірыл Валянцінавіч Шымко, род. 9 февраля 1978, Минск) — Главный эксперт Национального реестра книги рекордов Беларуси, рекордсмен «Книги рекордов Гиннесса», один из самых сильных людей Белоруссии и планеты, белорусский стронгмен и пауэрлифтер. Советник республиканской конфедерации предпринимателей, общественный деятель, руководитель Управления молодёжной политики Либерально-демократической партии Белоруссии.

## Биография

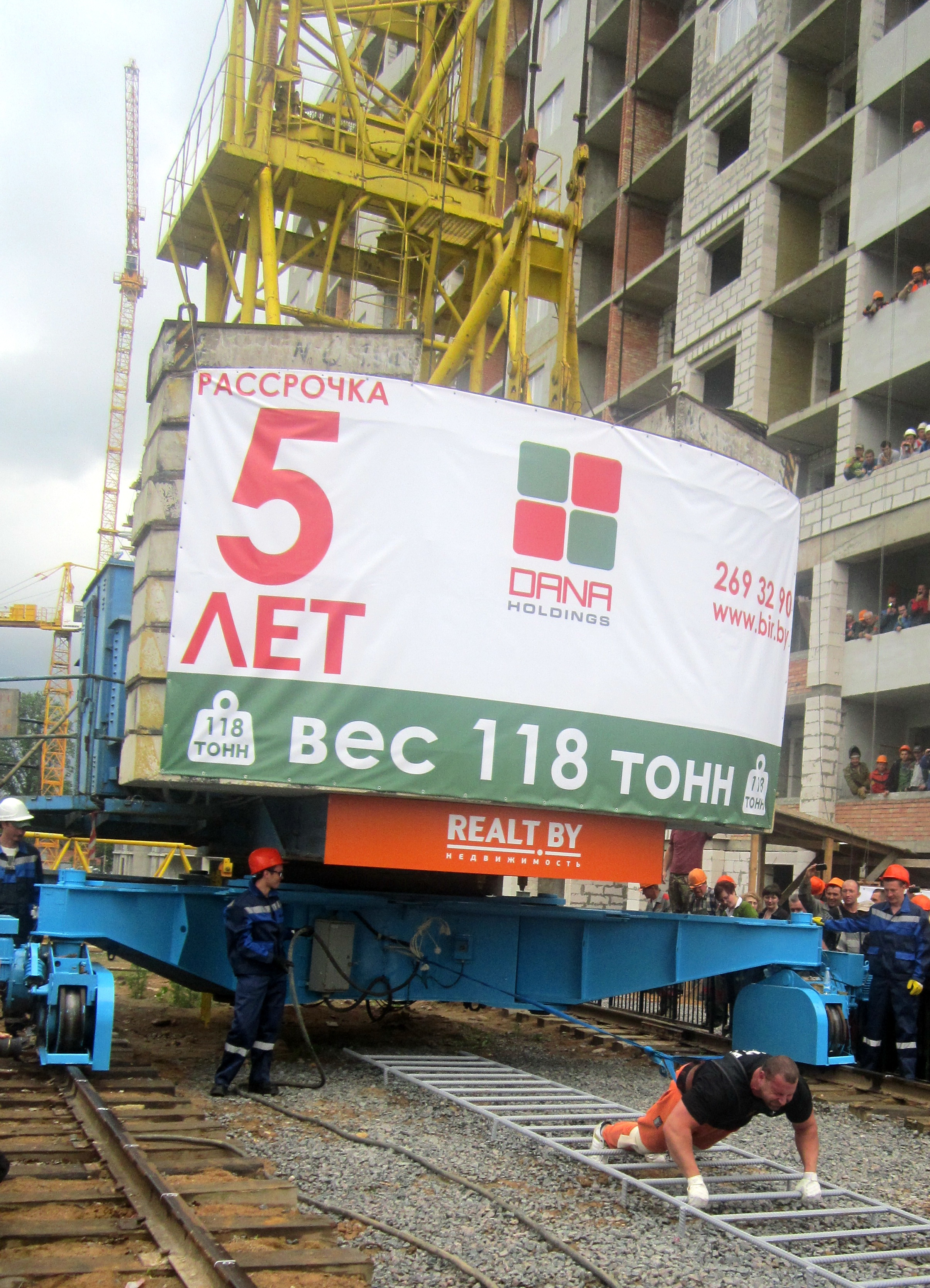
Установление Кириллом Шимко рекорда с башенным краном. Минск, 2015

Родился 9 февраля 1978 года в Минске. В 1995 году окончил минскую СШ № 125, а в 2003 году окончил факультет «Высшая школа туризма» Белорусского государственного экономическогоуниверситета по специальности «Экономист-менеджер».
Тренироваться начал с младших классов. Участник соревнований в Италии, Франции, Чехии, Германии, России. При росте 188 см и весе 130 кг взял вес 380 кг. В 2006 году участвовал в суперсерии от федерации WorldStrongestMan (в Москве в Лужниках). В его активе есть уникальные рекорды. Его первая акция — он со своим напарником Павлом Сорокой протащили поезд. Одна из следующих их известных акций — сдвинули с места и протащили более, чем на три метра самолет Ил-76, масса которого 150 тонн.
В 2007 году накануне московских соревнований оторвал двуглавую мышцу плеча (бицепс), и врачи рекомендовали не заниматься полгода. Тогда он случайно познакомился Валентином Ивановичем Дикулем, который посоветовал ему, как быстро восстановиться.
В 2009 году установил свой самый знаменитый рекорд, удостоенный занесения в «Книги рекордов Гиннесса» — вместе с Павлом Сорокой он смог сдвинуть танк Т-34, весом 30 тонн 900 кг на 5,10 м. В канун 9 Мая друзья ему сказали, что никто в мире не двигал танк. Тогда они и задумали попасть в Книгу рекордов Гиннесса. Легендарный танк Т-34 взяли на «Линии Сталина». Ни они сами, ни представители книги рекордов не были до конца уверены, что получится это осуществить, однако, им удалось поставить этот рекорд. Вес танка — почти 31 тонна. Танк стоял на ровных бетонных плитах, к которым были прикреплены металлические лестницы. На парнях была надета специальная упряжь, они, цепляясь за перекладины руками и отталкиваясь от них ногами, протянули гигантский танк на пять метров. Возможно, смогли бы и больше, но помешала выступающая деталь крепежа лестницы. Подготовка к рекорду у Кирилла заняла 13 лет, всё это время он занимался в спортзале по три часа три раза в неделю.
Когда планировал в 2011 году провести акцию — сдвинуть 55-тонный БелАЗ в центре Минска — за месяц до акции попал в больницу с пневмонией. Выписавшись, начал усиленно тренироваться, и за 9 дней до рекорда получил серьёзную травму, едва не оторвав себе мышцу ноги. Но, несмотря на травму (внутренняя гематома, нога сильно раздулась) ему удалось установить этот рекорд.
В январе 2013 года Кирилл Шимко стал главным силачом на японском телевизионном шоу «Гигант убийца!», в котором принимают участие прославленные и известные бойцы К-1.
Одним из наиболее тяжёлых рекордов, по его словам, стал рекорд, который он установил 4 октября 2013 года, во время выставки компьютерных игр «ИгроМир». Силач установил новый мировой рекорд — сдвинул и протащил за собой советский танк Т-26. Сложность этого танка времён войны, заключалась в его ржавых механизмах, наличия гусениц, которые сдвигать намного сложнее, чем колеса. Танк пришлось заводить, иначе срабатывали бы тормоза. При установлении рекорда присутствовали представители Книги рекордов Гиннесса, которые дали экспертное заключение об установлении нового мирового рекорда. Также тяжело далось установление третьего рекорда для Книги Гиннесса в 2015 году с башенным краном весом почти в 118,6 тонн. Рельсы, по которым тянули кран, немного после дождя прогнулись под его собственным весом, так как кран долгое время простоял на одном месте. Из-за чего кран скатывался назад. Кроме того, Шимко пришлось тянуть кран, слегка раскачивающийся и возвышавшийся над 15-этажным домом, против ветра. Получилось, что силач тянул кран слегка в горку, и кран фактически тянул атлета назад.
Кирилл Шимко открывает школы здорового образа жизни, в которых даёт уроки правильного питания, оптимального распределения физической нагрузки. Программа включает 13 занятий на базе первичек БРСМ по всей республике.
В своих шоу Кирилл Шимко надувает и лопает, как воздушный шар, грелку, сжимает жестяную банку с напитком, с размаху ладонью пробивает насквозь доску гвоздём, рвёт пополам колоду игральных карт.
Шимко ежегодно устраивает спортивные фестивали «Шимко собирает друзей», на которые он приглашает знаменитостей. Так, в 2019 году в гости к силачу приезжал известный голливудский актёр и мастер боевых искусств Стивен Сигал.

## Тренировки
Говоря о системе тренировок, Кирилл Шимко отмечает, что занимается больше как тяжелоатлет. «У меня включены такие упражнения, как тяга, приседы, всевозможные жимы. Также я уделяю время на развитие сухожилий, связок. Поэтому эти рекорды связаны с изометрическими упражнениями». Лучшим отдыхом после тяжёлых тренировок считает сон.
Три-четыре раза в неделю работает в тренажерном зале с железом: гантелями и штангами. В жиме лёжа поднимает 230 кг по три раза или 220 кг четыре раза. Приседает со штангой весом 270 кг восемь раз. Старается одолеть 400 кг в становой тяге.

## Питание
В его рационе преобладают каши, обезжиренный творог, яйца, курица, рыба. Ограничивает себя в употреблении мяса, жареного, солёного и сладкого, употребляет много овощей. На завтрак всегда ест овсянку на воде. В день съедает около пачки риса. Спортивное питание принимает только перед соревнованиями. Ест четыре-пять раз в день.

## Увлечения
Увлекается автозвуковыми системами, рыбалкой в Полессье.

## Достижения
| Год              | Передвигаемый объект                       | Масса объекта  | Место, дополнение |
| 2006             | Боинг-737                                  | 40 тонн        | |
| 2007, весна      | Железнодорожный состав из 5 вагонов        | 250 тонн       | |
| 13 июля 2007     | Транспортный самолёт Ил-76                 | 150 тонн       | Национальный аэропорт «Минск», вместе с Павлом Сорокой |
| 18 мая 2008      | Танк Т-34                                  | 30 тонн 900 кг | На территории «Линии Сталин», вместе с Павлом Сорокой смогли сдвинуть на 5,10 м, за что попали в Книгу рекордов Гиннесса                                             |
| 2009             | Карьерный самосвал БелАЗ                   | 30 тонн        | На заводе в Жодино |
| 30 октября 2011  | БелАЗ                                      | 55 тонн        | Минск |
| 24 мая 2013      | Семь сцепленных между собой микроавтобусов |                | Минск, на открытии торгового центра «Арена-Сити». Протащил более чем на 10 м.                                                                                        |
| 4 октября 2013   | Танк Т-26                                  | 11,5 тонн      | Москва, во время выставки компьютерных игр «ИгроМир». Протащил 5,25 м. Рекорд был зафиксирован представителем Книги рекордов Гиннесса.                               |
| 27 мая 2015      | Башенный кран КБМ-401П                     | 118,6 тонн     | Минск, на строительной площадке жилого комплекса «Чайковский». Протащил 1 м 43,5 см. Рекорд был зафиксирован представителем Книги рекордов Гиннесса.                 |
| 13 сентября 2015 | 2 самолёта Як-52                           | 720 л. с.      | Аэродром «Боровая» (под Минском). Смог удержать в течение нескольких минут 2 самолета Як-52 (каждый мощностью 360 л. с.), чьи двигатели работали на полную мощность. |
| 25 июля 2016     | Вертолёт Ми-26                             | 35 тонн        | Аэродром «Липки» (под Минском). Протащил 20 метров. Именно этот вертолёт машина снимался в фильме «Крепкий орешек 5» с Брюсом Уиллисом, вышедшем в 2013 году.        |
| 24 июня 2021     | Три болотохода                             | 7 тонн         | Красноярск. |

## Фильмография
| Год       |   | Название                         | Роль                                                                           |
| --------- | - | -------------------------------- | ------------------------------------------------------------------------------ |
| 2006—2006 | с | Вызов-2 (Фильм 4 «Предсказание») | эпизод                                                                         |
| 2006      | ф | Соблазн                          | эпизод                                                                         |
| 2007—2007 | с | Пантера                          | эпизод                                                                         |
| 2007—2007 | с | Операция: Супермаркет            | эпизод                                                                         |
| 2012—2012 | с | Деревенская история              | эпизод                                                                         |
| 2012—2012 | с | Любовь как несчастный случай     | Олег                                                                           |
| 2012      | ф | Я его слепила                    | Охранник крупного бизнесмена Льва Петрова, отца Леры (одна из главных героинь) |
| 2013      | ф | Яблочный спас (Клубничный рай 2) | эпизод                                                                         |
| 2013      | ф | Путь к сердцу мужчины            | мясник                                                                         |
| 2013—2013 | с | Клянёмся защищать                | Владимир Олефиров, боксёр                                                      |
| 2015      | ф | Капкан для звезды                | эпизод                                                                         |